# 後篩骨動脈
後篩骨動脈（こうしこつどうみゃく）は、頭頸部の動脈の一つ。眼動脈の枝で、鼻中隔等に栄養を供給する。前篩骨動脈よりも小さな血管である。

## 経路
眼動脈の枝の1つとして起こり、内側直筋上縁と上斜筋の間を通り、後篩骨孔に入る。鼻腔に入り、後篩骨蜂巣と鼻中隔に栄養を供給する他、蝶口蓋動脈と交通する。
しばしば、硬膜へと硬膜枝をのばす。

## 供給
この動脈は、篩骨洞後方、前頭蓋窩硬膜、鼻粘膜上部に栄養を供給する。